# Тарасюк, Борис Иванович
Бори́с Ива́нович Тарасю́к (укр. Борис Іванович Тарасюк; род. 1 января 1949, пгт. Дзержинск (ныне Романов), Житомирская область) — Постоянный представитель Украины при Совете Европы (с 24 декабря 2019).
Министр иностранных дел Украины в 1998—2000 и 2005—2007 годах. Убеждённый сторонник прозападной ориентации и евроинтеграции Украины. Председатель Народного руха Украины с мая 2003 по 15 декабря 2012 года. Заместитель председателя партии Всеукраинское объединение «Батькивщина».
Депутат Верховной Рады Украины VIII созыва от ВО «Батькивщина».

## Образование
В 1968 году окончил Киевский политехникум связи, после чего был призван в армию. По окончании службы поступил на юридический факультет, а вскоре перевелся на факультет международных отношений и международного права Киевского государственного университета. Дипломированный юрист-международник: Борис Тарасюк окончил КГУ имени Тараса Шевченко с отличием в 1975 году.

## Профессиональная биография
- 1975—1981 — атташе, 3-й секретарь, 2-й секретарь, 1-й секретарь МИД УССР.
- 1981—1986 — второй и первый секретарь Постоянного представительства УССР при ООН в Нью-Йорке.
- 1986—1987 — 1-й секретарь отдела международных организаций МИД УССР.
- 1987—1990 — инструктор отдела зарубежных связей ЦК КПУ.
- 1990—1991 — советник, заместитель начальника отдела главного советника МИД УССР.
- 1992 — назначен заместителем министра иностранных дел (руководитель Комитета по вопросам разоружения), затем — первым замминистра.
- С 16 сентября 1995 по 17 апреля 1998 года — Чрезвычайный и Полномочный Посол Украины в Королевстве Бельгия[1][2].
- С 12 октября 1995 по 17 апреля 1998 года — Чрезвычайный и Полномочный Посол Украины в Великом Герцогстве Люксембург по совместительству[2][3].
- С 3 ноября 1995 по 17 апреля 1998 года — Чрезвычайный и Полномочный Посол Украины в Королевстве Нидерланды по совместительству[2][4].
- С 13 сентября 1997 по 17 апреля 1998 года — Глава Миссии Украины при НАТО по совместительству[2][5].
- 1998—2000 — возглавлял украинский МИД (по его собственной версии, был смещён по просьбе российского руководства).

Вступил в партию Виктора Пинзеника «Реформы и порядок». На парламентских выборах 2002 года занял девятую позицию в списке блока Ющенко «Наша Украина» и стал депутатом Верховной рады.
Во многом благодаря его инициативе в Верховной раде был создан новый комитет — по вопросам европейской интеграции, который он сам и возглавил. Комитет занимался экспертизой законопроектов на соответствие европейскому законодательству. Борис Тарасюк учредил и возглавил неправительственную организацию — Институт евро-атлантического сотрудничества.
Во второй раз был назначен на министерский пост новоизбранным президентом Украины Виктором Ющенко после «Оранжевой революции», олицетворяя собой смену внешнеполитического курса страны на тесное сотрудничество с Западом.
Несмотря на смену премьер-министров, сохранил свой пост в трёх кабинетах подряд (Юлии Тимошенко, Юрия Еханурова и Виктора Януковича).
31 марта 2005 года Борис Тарасюк совместно с министром иностранных дел Грузии Саломе Зурабишвили посетили Кыргызстан в качестве посредников по улаживанию отношений между отстранённым от власти президентом Аскаром Акаевым и новыми властями. Предложение посредников состояло в том, что Акаев должен подать в отставку, а предстоящие президентские выборы должны пройти под полным контролем ОБСЕ. Тарасюк и Зурабишвили заявили, что их страны «готовы оказать содействие в контактах между оппозицией и господином Акаевым». Министры также заявили в Бишкеке о намерении Украины и Грузии создать «коалицию», которая бы объединила бывшие советские республики, в которых людям удалось сбросить власть путём народных восстаний. Третьим членом этой организации Тарасюк предложил стать Кыргызстану после нормализации ситуации. Кыргызстан, однако, вежливо отклонил это предложение. В декабре 2005 года при активном участии Тарасюка такая организация была создана — ею стало «Содружество демократического выбора», в которую вошли не только постсоветские государства, но и некоторые страны Восточной Европы.

## Министр в правительстве Януковича
В 2006 году — Министр иностранных дел по президентской квоте во втором правительстве Януковича. В эту же квоту входили министр обороны Анатолий Гриценко, министр внутренних дел Юрий Луценко. Сохранив свой пост после очередной смены Кабинета министров летом 2006 года, Борис Тарасюк заявил, что внешнеполитический курс страны остаётся неизменным: «Внешняя политика не будет ни прозападной, ни провосточной, а только проукраинской… Украинская дипломатия будет активно принимать участие в реализации программы президента Виктора Ющенко, программы правительства по обеспечению украинских интересов». При этом он выразил мнение, что курс Украины на членство в НАТО и ЕС противоречит участию в Едином экономическом пространстве (ЕЭП) с Россией, Белоруссией и Казахстаном. Если кабинет министров Виктора Януковича совершит «кардинальный поворот во внешней политике» и, в частности, откажется от идеи вступления Украины в НАТО, то он подаст в отставку.
Сторонники Януковича неоднократно обвиняли МИД в том, что он противодействует В. Януковичу и его команде — в частности, когда правительство вело с Россией переговоры о ценах на газ, МИД демонстративно поднял вопрос о признании массового голода 1932—1933 годах в УССР геноцидом против украинского народа.
В ноябре 2006 года Тарасюк сделал заявление, которым дезавуировал (отменил) официальный визит своего начальника, премьер-министра Януковича в США. Визит всё равно состоялся.
1 декабря 2006 года Верховная рада Украины уволила Бориса Тарасюка с должности, нанеся таким образом мощный удар по президенту Виктору Ющенко. За его отставку проголосовали 247 депутатов при необходимом минимуме в 226 голосов. Одновременная отставка Тарасюка и министра внутренних дел Юрия Луценко символизировала окончательный разрыв отношений между президентом и правительством.
Для Ющенко, который объявил евро-атлантическую интеграцию Украины внешнеполитическим приоритетом, было принципиально важно сохранить во главе МИДа своего человека, и 5 декабря он подписал указ, которым поручил Борису Тарасюку продолжать исполнять обязанности министра. В тот же день Шевченковский районный суд Киева приостановил действие постановления Верховной рады.
Тарасюк 6 и 20 декабря пытался попасть на заседание правительства, но не был допущен туда в результате физического воздействия депутата от Партии регионалов В. Лукьянова. 9 декабря киевский Апелляционный суд подтвердил легитимность постановления Верховной рады о его отставке. Тарасюка лишили права подписывать государственные документы и даже приостановили финансирование МИДа. Несмотря на это, он продолжал исполнять обязанности и делать заявления о том, что курс Украины на вступление в НАТО и Евросоюз остаётся неизменным.
15—16 января 2007 года Тарасюк посетил с визитом Чехию, где заявил о «неизменности курса Украины относительно НАТО». Премьер-министр Виктор Янукович, однако, заявил, что Тарасюк не имел права отправляться с официальным визитом в Чехию, поскольку не является членом правительства. Янукович попросил Генпрокуратуру расследовать эти действия, которые, по его мнению, «наносят существенный вред интересам государства». 30 января 2007 года Тарасюк заявил на пресс-конференции, что подал президенту Ющенко прошение об отставке и она была принята.

## Дальнейшая карьера
25 января 2009 года на втором этапе XVIII внеочередного съезда Народного Руха Украины, который он возглавлял, добился выхода из партии сторонников президента Ющенко, и был вновь избран на два года председателем партии.
С декабря 2012 года — народный депутат Украины VII созыва от партии Всеукраинское объединение «Батькивщина» (№ 9 в списке). Заместитель главы фракции, председатель подкомитета по вопросам сотрудничества с НАТО и Межпарламентской конференцией по вопросам Общей политики безопасности и обороны Европейского Союза, вопросам Восточного партнёрства и ПА ЕВРОНЕСТ Комитета Верховной Рады по вопросам европейской интеграции.
15 июня 2013 года, после объединения части Народного Руха Украины и Всеукраинского объединения «Батькивщина», был избран одним из заместителей лидера «Батькивщины».
В 2014 году стал народным депутатом Украины от партии «Батькивщина».
1 ноября 2018 года были введены российские санкции против 322 граждан Украины, включая Бориса Тарасюка.
С 24 декабря 2019 года — Постоянный представитель Украины при Совете Европы.

## Награды
- Орден князя Ярослава Мудрого V степени (21 августа 2015 года) — за значительный личный вклад в государственное строительство, консолидацию украинского общества, социально-экономическое, научно-техническое, культурно-образовательное развитие Украины, активную общественную деятельность, весомые трудовые достижения и высокий профессионализм[10].
- Орден «За заслуги» I степени (2005)[11]
- Орден «За заслуги» II степени (1999)[12]
- Орден «За заслуги» III степени (1996)
- Кавалер Большого креста ордена Великого князя Литовского Гядиминаса (4 ноября 1998 года)[13]
- Кавалер Большого креста ордена «За заслуги перед Литвой» (13 ноября 2006 года)[14]
- Памятный знак за личный вклад в развитие трансатлантических отношений Литвы и по случаю приглашения Литовской Республики в НАТО (12 февраля 2003 года, Литва)[15].
- Кавалер Большого креста ордена Заслуг (Португалия, 16 апреля 1998 года)[16]
- Орден Чести (Грузия, 2009)[17]
- Кавалер Большого креста ордена Заслуг перед Республикой Польша (Польша, 2007)[18]
- Почётный знак МИД Польши «Bene Merito» (2009 год)[19]
- Кавалер Большого креста ордена Леопольда II (Бельгия, 2010 год)[20]
- Почётный гражданин города Новоград-Волынский[21]
- Орден «За интеллектуальную отвагу» (2001)

## Дипломатический ранг
- Чрезвычайный и полномочный посол (1992)[22]